# Rodolfo Salinas
Rodolfo Salinas Ortiz (Gómez Palacio, Durango, 29 de agosto de 1987) es un futbolista mexicano que juega como mediocampista en el Correcaminos de la UAT, de la Liga de Expansión MX.

## Trayectoria

### San Luis
Debutó como futbolista en el club San Luis el 21 de enero de 2007 en un partido contra el Club América, bajo la dirección de Raúl Arias, y donde su equipo perdió 4-1. Jugó siete partidos de liga en todo el torneo clausura. En el siguiente torneo, jugó 5 partidos y no metió goles. Anotó su primer gol el 15 de marzo de 2008 en contra del Club de Fútbol Monterrey en un partido que el San Luis ganó con marcador de 3-1. 
Jugó su primer partido internacional el 26 de agosto de 2008 en el partido de ida de 16avos de final de la Copa Sudamericana 2008 contra el Deportivo Quito de Ecuador, San Luis ganó 3-1. Debutó en la Copa Libertadores de América el 11 de febrero de 2011 en la derrota de San Luis contra el San Lorenzo de Almagro por marcador de 4-1.

### Santos Laguna
Para el Apertura 2010 fue contratado por el Santos Laguna, para su desgracia no jugó a lo largo del torneo, pero a cambio tuvo participación con el equipo de la categoría sub-20. Jugó su primer partido con el Santos el 29 de enero de 2011 cuando visitó a Jaguares de Chiapas, el partido terminó 1-2 a favor del Santos.
Su primer partido en la Concacaf Liga Campeones fue el 27 de julio de 2010 cuando el Santos ganó de visitante 0-1 al San Juan Jabloteh. El 4 de agosto anotó su primer gol internacional en la victoria de Santos 5-0 de nueva cuanta contra Jabloteh en un partido de la temporada 2010-11.
El 4 de febrero de 2012 cuando Santos recibió la visita del Club Universidad Nacional anotó su primer gol de liga, el partido terminó 2-1 a favor de los locales. Logró el campeonato del Torneo Clausura 2012. Consiguió el título de la Copa México Apertura 2014 el 4 de noviembre, cuando Santos derrotó al Puebla Fútbol Club en penales en la final del torneo. Obtuvo el título de liga cuando su equipo derrotó en la final del Torneo Clausura 2015 a Querétaro por marcador global de 5-3.

## Selección nacional

### Categorías inferiores
Formó parte de la selección que participó en los Juegos Panamericanos de Río de Janeiro 2007, jugó dos partidos y no anotó gol. México ganó sus tres partidos de grupo y terminó de líder del grupo B, perdió en semifinales contra Jamaica en tanda de penales y en el partido por el tercer lugar le ganó a Bolivia 1-0.
| Copa                         | Sede   | Resultado         | PJ | G |
| ---------------------------- | ------ | ----------------- | -- | - |
| Juegos Panamericanos de 2007 | Brasil | Medalla de bronce | 2  | 0 |

## Estadísticas
Actualizado al último partido jugado el 13 de abril de 2022.
| San Luis F. C. · México |               |               |     |    |    |    |    |     |     |    |
| 1ª | 2006-07       | 7             | 0   | -  | -  | -  | -  | 7   | 0   |    |
| 1ª | 2007-08       | 18            | 1   | -  | -  | -  | -  | 18  | 1   |    |
| 1ª | 2008-09       | 29            | 2   | -  | -  | 6  | 0  | 35  | 2   |    |
| 1ª | 2009-10       | 19            | 0   | -  | -  | 4  | 0  | 23  | 0   |    |
| Total club | Total club    | 73            | 3   | -  | -  | 10 | 0  | 83  | 3   |    |
| Club Santos Laguna · México |               |               |     |    |    |    |    |     |     |    |
| 1ª | 2010-11       | 10            | 0   | -  | -  | 5  | 1  | 15  | 1   |    |
| 1ª | 2011-12       | 46            | 2   | -  | -  | 9  | 0  | 55  | 2   |    |
| 1ª | 2012-13       | 35            | 3   | -  | -  | 9  | 0  | 44  | 3   |    |
| 1ª | 2013-14       | 27            | 2   | 3  | 0  | 4  | 0  | 34  | 2   |    |
| 1ª | 2014-15       | 34            | 0   | 12 | 0  | -  | -  | 46  | 0   |    |
| Total club | Total club    | 152           | 7   | 15 | 0  | 27 | 1  | 194 | 8   |    |
| Atlas F. C. · México |               |               |     |    |    |    |    |     |     |    |
| 1ª | 2015-16       | 9             | 0   | 0  | 0  | -  | -  | 9   | 0   |    |
| 1ª | 2016-17       | 13            | 1   | 6  | 1  | -  | -  | 19  | 2   |    |
| Total club | Total club    | 22            | 1   | 6  | 1  | 0  | 0  | 28  | 2   |    |
| Celaya F. C. · México |               |               |     |    |    |    |    |     |     |    |
| 2ª | 2017-18       | 32            | 6   | 6  | 0  | -  | -  | 38  | 6   |    |
| 2ª | 2018          | 14            | 0   | 4  | 0  | -  | -  | 18  | 0   |    |
| Total club | Total club    | 46            | 6   | 10 | 0  | 0  | 0  | 56  | 6   |    |
| C. A. Zacatepec · México |               |               |     |    |    |    |    |     |     |    |
| 2ª | 2019          | 16            | 0   | 5  | 0  | -  | -  | 21  | 0   |    |
| Total club | Total club    | 16            | 0   | 5  | 0  | 0  | 0  | 21  | 0   |    |
| C. Puebla · México |               |               |     |    |    |    |    |     |     |    |
| 1ª | 2019-20       | 5             | 0   | 4  | 0  | -  | -  | 9   | 0   |    |
| Total club | Total club    | 5             | 0   | 4  | 0  | 0  | 0  | 9   | 0   |    |
| Correcaminos · México |               |               |     |    |    |    |    |     |     |    |
| 2ª | 2020-21       | 14            | 1   | -  | -  | -  | -  | 14  | 1   |    |
| 2ª | 2021-22       | 25            | 3   | -  | -  | -  | -  | 25  | 3   |    |
| Total club | Total club    | 39            | 4   | 0  | 0  | 0  | 0  | 39  | 4   |    |
| Total carrera | Total carrera | Total carrera | 358 | 21 | 40 | 1  | 37 | 1   | 430 | 23 |
| (1)Incluye datos de la Copa México (2)Incluye datos de la Copa Sudamericana (2008), SuperLiga Norteamericana (2009), Concacaf Liga de Campeones (2010-11, 2011-12, 2012-13) y Copa Libertadores de América (2009, 2010, 2014) |               |               |     |    |    |    |    |     |     |    |

## Palmarés

### Campeonatos nacionales
| Título                     | Club               | País   | Año    |
| -------------------------- | ------------------ | ------ | ------ |
| Primera División de México | Santos Laguna      | México | C-2012 |
| Copa México                | Club Santos Laguna | México | A-2014 |
| Primera División de México | Club Santos Laguna | México | C-2015 |